# Bud Schultz
Pour les articles homonymes, voir Schultz.
Bud Schultz, né le 21 août 1959 à Meriden dans le Connecticut, est un ancien joueur de tennis professionnel américain.

## Carrière
Il ressort diplômé en psychologie du Bates College en 1981 et il a ensuite étudié à l'université de Boston. De 1984 à 1985, il est passé de la 426e à la 57e place.
Il a participé à quatre finales en double : deux perdues sur le circuit ATP à Brisbane en 1985 et Sydney en 1988 et deux remportées sur le circuit Challenger à Bossonnens et Helsinki en 1987.
Ses meilleures performances en simple sont une demi-finale à Cleveland et Hong Kong en 1985, une finale à Auckland, une demi à Bristol et un quart à Toronto en 1986. Il a en outre signé des victoires sur Aaron Krickstein, 11e, Greg Holmes, 24e, Ramesh Krishnan, 25e, Anders Järryd, 9e et Johan Kriek, 13e en 1985 et Brad Gilbert, 14e en 1986.

## Palmarès

### Finale en simple messieurs
| No | Date       | Nom et lieu du tournoi           | Catégorie | Dotation | Surface    | Vainqueur      | Score              |  |
| -- | ---------- | -------------------------------- | --------- | -------- | ---------- | -------------- | ------------------ |  |
| 1  | 06-01-1986 | Benson and Hedges Open, Auckland |           | 85 000 $ | Dur (ext.) | Mark Woodforde | 6-4, 6-3, 3-6, 6-4 |  |

### Finales en double messieurs
| No | Date       | Nom et lieu du tournoi            | Catégorie       | Dotation | Surface         | Vainqueurs                   | Partenaire    | Score    |          |
| -- | ---------- | --------------------------------- | --------------- | -------- | --------------- | ---------------------------- | ------------- | -------- | -------- |
| 1  | 07-10-1985 | GWA Mazda Tennis Classic Brisbane | GP World Series | 80 000 $ | Moquette (int.) | Marty Davis Brad Drewett     | Ben Testerman | 6-2, 6-2 |          |
| 2  | 04-01-1988 | New South Wales Open Sydney       |                 | 93 400 $ | Gazon (ext.)    | Darren Cahill Mark Kratzmann | Joey Rive     | 7-6, 6-4 | Parcours |

## Parcours dans les tournois duGrand Chelem

### En simple
| Année | Open d'Australie | Open d'Australie | Internationaux de France | Internationaux de France | Wimbledon       | Wimbledon    | US Open         | US Open    |
| ----- | ---------------- | ---------------- | ------------------------ | ------------------------ | --------------- | ------------ | --------------- | ---------- |
| 1985  | 2e tour (1/32)   | S. Edberg        | —                        | —                        | 2e tour (1/32)  | G. Holmes    | 3e tour (1/16)  | J. McEnroe |
| 1986  | —                | —                | 1er tour (1/64)          | A. Järryd                | 1er tour (1/64) | T. Gullikson | 1er tour (1/64) | M. Freeman |
| 1987  | 3e tour (1/16)   | Y. Noah          | —                        | —                        | —               | —            | —               | —          |
| 1988  | 1er tour (1/64)  | J. Frawley       | —                        | —                        | —               | —            | —               | —          |

N.B. : à droite du résultat se trouve le nom de l'ultime adversaire.

### En double
| Année | Open d'Australie            | Open d'Australie   | Internationaux de France  | Internationaux de France | Wimbledon                 | Wimbledon           | US Open                  | US Open                 |
| ----- | --------------------------- | ------------------ | ------------------------- | ------------------------ | ------------------------- | ------------------- | ------------------------ | ----------------------- |
| 1986  | —                           | —                  | 1er tour (1/32) D. Dowlen | S. Casal E. Sánchez      | 1er tour (1/32) D. Dowlen | J. Hlasek P. Složil | 1er tour (1/32) M. Davis | M. Robertson T. Warneke |
| 1987  | 2e tour (1/16) G. Michibata | K. Flach R. Seguso | —                         | —                        | —                         | —                   | —                        | —                       |

N.B. : le nom du ou de la partenaire se trouve sous le résultat ; le nom des ultimes adversaires se trouve à droite.